# Riserva naturale integrale Lastoni Selva Pezzi
La riserva naturale integrale Lastoni Selva Pezzi è un'area naturale protetta della regione Veneto istituita nel 1971.
Occupa una superficie di 967,61 ha nella provincia di Verona.
La riserva è composta di boschi di faggio, abete bianco e pino mugo; a quota maggiore si sviluppano vaste aree prative, interrotte da ghiaioni e dirupi. 